# Agustín de Ahumada y Villalón
Agustín de Ahumada y Villalón, II marqués de las Amarillas (18 de septiembre de 1700, Ronda, Andalucía, España-5 de febrero de 1760, Ciudad de México, Virreinato de Nueva España), fue un noble, militar y gobernador imperial español, que ocupó el cargo de 42.º virrey de la Nueva España desde 1755 a 1760.

## Carrera
Hermano menor del primer marqués de las Amarillas, Francisco Pablo de Ahumada y Villalón, coronel del Cuerpo de Granaderos. Se casó con la hija de este, María del Rosario de Ahumada, por lo que fue marqués consorte; no tuvieron descendencia.
Fue caballero de la Orden de Santiago y comendador de la Reina en dicha Orden, y también un oficial militar que obtuvo renombre durante las guerras en Italia. Obtuvo el rango de teniente Coronel de las Guardias Reales Españolas. Fue durante un breve tiempo el alcalde de la ciudad de Barcelona, ya que durante su cargo había recibido el nombramiento como virrey de la Nueva España.
Comenzó a ejercer este cargo el 10 de noviembre de 1755, cuando ya se encontraba en la Ciudad de México. Fue él quien celebró el nombramiento de la Virgen de Guadalupe como la patrona de la Nueva España. Se le conoce también por haber intentado suprimir hacia el año 1756 algunas irregularidades de las órdenes religiosas de Puebla, ya que controlaban algunas producciones importantes como la del aguardiente, aparte de la venta de las indulgencias.
Intervino también en los asuntos que implicaron el descubrimiento de yacimientos de plata en el entonces territorio de Nuevo León, consiguiendo también la colonización en algunas de las zonas en donde se encontraban las minas y poblados cercanos. Buscó la pacificación de los pueblos nativos del norte del país, sobre todo de los indígenas de Coahuila junto con el entonces gobernador, Miguel Sesma. Otro de los proyectos que llevó a cabo bajo su administración fue el continuar con las obras de desagüe del Valle de México para evitar las inundaciones que azotaban a la capital virreinal.
Prestó apoyo y ayuda a los territorios de ultramar administrados por el virreinato, como a la evangelización y defensa de los asentamientos españoles en las Filipinas, la defensa del territorio de la Florida en contra de los británicos, la expulsión de algunos puestos franceses en las costas del territorio de Texas y la defensa de las embarcaciones y puertos novohispanos en contra de la piratería en el Mar Caribe.
Durante la revuelta de los indios Comanche en el territorio de Texas, quienes se dedicaron al saqueo de los asentamientos españoles, el virrey Ahumada envío apoyo militar al Presidio de San Saba, que se encontraba cercano al poblado de San Antonio Béjar (hoy la ciudad de San Antonio), el cual había sido sitiado por los Comanches.
Las minas más productivas en este periodo se encontraban en los poblados de Bolaños, en la Nueva Galicia (hoy el estado de Jalisco) y la mina de La Voladora en Nuevo León, la cual comenzó a ser muy productiva para la segunda mitad de la década de los 1750's.
En el año de 1759 el volcán Jorullo apareció en Michoacán en los terrenos que correspondían a la hacienda de San Miguel del Jorullo, que era propiedad de Andrés Pimentel. Todos los ranchos y pueblos cercanos al nuevo volcán fueron abandonados y por órdenes del virrey se ordenó reubicar a los afectados, en su mayoría indígenas. Se comenta que el mismo virrey Ahumada puso de su bolsillo para apoyar a los afectados.
El Virrey Ahumada y Villalón murió ejerciendo su cargo el año de 1760 después de una larga enfermedad. Sus restos fueron depositados en la iglesia de La Piedad. Debido a sus gastos caritativos, dejó a su familia en la pobreza.
Fue sucedido por la Audiencia, la cual fue presidida por Francisco de Echávarri hasta el arribo del nuevo Virrey, Francisco Antonio Cajigal de la Vega.